# Cronologia științifico-fantasticului
Aceasta este o cronologie a domeniului științifico-fantastic și a principalelor evenimente care l-au influențat.

## Secolul al II-lea
| An | Eveniment | Istorie literară | Eveniment(e) istoric(e) |
| -- | --- | ---------------- | ----------------------- |
|    | - Istoria adevărată este scrisă de Lucian din Samosata; conține un număr de elemente SF, cum ar fi călătoriile în spațiu, forme de viață extraterestră, colonizare și război interplanetar, atmosferă artificială și forme de viață artificială. |                  |                         |

## Secolul al X-lea
| An | Eveniment                                                                       | Istorie literară | Eveniment(e) istoric(e) |
| -- | ------------------------------------------------------------------------------- | ---------------- | ----------------------- |
|    | - O mie și una de nopți conține câteva povestiri proto-științifico-fantastice.  |                  |                         |
|    | - Povestea tăietorului de bambus este considerată proto-științifico-fantastică. |                  |                         |

## Secolul al XIII-lea
| An      | Eveniment                                         | Istorie literară | Eveniment(e) istoric(e) |
| ------- | ------------------------------------------------- | ---------------- | ----------------------- |
| c. 1270 | - Ibn al-Nafis a publicat Theologus Autodidactus. |                  |                         |

## Secolul al XVI-lea
| An   | Eveniment                        | Istorie literară | Eveniment(e) istoric(e) |
| ---- | -------------------------------- | ---------------- | ----------------------- |
| 1516 | - Thomas More a publicat Utopia. |                  |                         |

## Secolul al XVII-lea
| An   | Eveniment                                                                  | Istorie literară | Eveniment(e) istoric(e) |
| ---- | -------------------------------------------------------------------------- | ---------------- | ----------------------- |
| 1619 | - Johann Valentin Andreae a publicat Christianopolis.                      |                  |                         |
| 1623 | - Tommaso Campanella a publicat Cetatea Soarelui.                          |                  |                         |
| 1627 | - Francis Bacon a publicat New Atlantis.                                   |                  |                         |
| 1634 | - Johannes Kepler a publicat Somnium.                                      |                  |                         |
| 1638 | - Francis Godwin a publicat The Man in the Moone.                          |                  |                         |
| 1656 | - Athanasius Kircher a publicat Itinerarium Exstaticum (Ecstatic Journey). |                  |                         |
| 1666 | - Margaret Cavendish a publicat The Blazing World.                         |                  |                         |
| 1686 | - Bernard de Fontenelle a publicat Discuția despre pluralitatea lumilor.   |                  |                         |

## Secolul al XVIII-lea
| An   | Eveniment | Istorie literară | Eveniment(e) istoric(e) |
| ---- | --- | ---------------- | ----------------------- |
| 1733 | - Samuel Madden a publicat Memoirs of the Twentieth Century                                                                              |                  |                         |
| 1741 | - Ludvig Holberg a publicat Nicolai Klimii Iter Subterraneum.                                                                            |                  |                         |
| 1752 | - Voltaire a publicat Micromégas. |                  |                         |
| 1765 | - Marie-Anne de Roumier-Robert a publicat Voyage de Milord Céton dans les Sept Planètes (Călătorii ale Lordului Seton pe șapte planete). |                  |                         |
| 1771 | - Louis-Sébastien Mercier a publicat Anul 2440.                                                                                          |                  |                         |
| 1780 | - Trecerea de la Polul Nord la Polul Sud este publicat anonim în Franța.                                                                 |                  |                         |

## Secolul al XIX-lea
| An   | Eveniment | Istorie literară             | Eveniment(e) istoric(e)                                                                                   |
| ---- | --- | ---------------------------- | --- |
| 1805 | - Jean-Baptiste Cousin de Grainville a publicat Ultimul om.                                                       |                              | - Napoleon devine Prim Consul al Primei Republici Franceze în 1800 și Împărat al Franței în 1804.         |
| 1814 | - E. T. A. Hoffmann a publicat The Automata                                                                       |                              | |
| 1816 | - E. T. A. Hoffmann a publicat The Sandman                                                                        |                              | |
| 1818 | - Mary Shelley a publicat Frankenstein.                                                                           | - Jane Austen moare în 1817. | - Napoleon este învins la Waterloo în 1815. Statele Unite cumpăra Florida de la Imperiul Spaniol în 1819. |
| 1826 | - Mary Shelley a publicat The Last Man.                                                                           |                              | - Charles Babbage dezvoltă conceptul de mașină diferențială, primul computer din lume, în 1822.           |
| 1827 | - Jane Webb Loudon a publicat The Mummy!.                                                                         |                              | |
| 1835 | - Edgar Allan Poe a publicat „Hans Pfaall”.                                                                       |                              | |
| 1839 | - Edgar Allan Poe a publicat povestirea „The Conversation of Eiros and Charmion”.                                 |                              | |
| 1844 | - Nathaniel Hawthorne a publicat Rappaccini's Daughter.                                                           |                              | |
| 1848 | - Edgar Allan Poe a publicat Eureka: A Prose Poem.                                                                |                              | - Are loc Revoluția de la 1848.                                                                           |
| 1851 | - Jules Verne a publicat povestirea La science en famille. Un voyage en ballon (O dramă în văzduh).               |                              | - Louis-Napoleon preia puterea în Franța prin lovitura de stat din 2 decembrie 1851.                      |
| 1859 | - Hermann Lang a publicat The Air Battle: a Vision of the Future.                                                 |                              | |
| 1863 | - Jules Verne a publicat De la Pământ la Lună.                                                                    |                              | |
| 1864 | - Camille Flammarion a publicat Les Mondes imaginaires et les mondes réels (Lumile imaginare și lumile reale)     |                              | |
| 1865 | - Jules Verne a publicat De la Pământ la Lună.                                                                    |                              | - Războiul Civil American are loc între 1861-1865. Primul război mecanizat.                               |
| 1868 | - Edward S. Ellis a publicat The Steam Man of the Prairies, primul roman SF tabloid (ediții ieftine, format A5).  |                              | |
| 1870 | - Jules Verne a publicat Douăzeci de mii de leghe sub mări.                                                       |                              | |
| 1871 | - George T. Chesney a publicat nuvela The Battle of Dorking. - Edward Bulwer-Lytton a publicat Rasa care va veni. |                              | |
| 1872 | - Samuel Butler a publicat Erewhon                                                                                |                              | |
| 1886 | - Robert Louis Stevenson a publicat Straniul caz al doctorului Jekyll si al domnului Hyde                         |                              | |
| 1887 | - Camille Flammarion a publicat Lumen. - W. H. Hudson a publicat A Crystal Age.                                   |                              | |
| 1888 | - Edward Bellamy a publicat Looking Backward, 2000-1887.                                                          |                              | |
| 1889 | - Mark Twain a publicat [Un yankeu la curtea regelui Arthur]]. - Camille Flammarion a publicat Uranie.            |                              | |
| 1890 | - William Morris a publicat News from Nowhere.                                                                    |                              | |
| 1893 | - Camille Flammarion a publicat La Fin du monde.                                                                  |                              | |
| 1895 | - H. G. Wells a publicat Mașina timpului.                                                                         |                              | - Frații Lumière prezintă primul film din lume în 1895.                                                   |
| 1896 | - H. G. Wells a publicat Insula doctorului Moreau.                                                                |                              | |
| 1897 | - Kurd Lasswitz a publicat Auf zwei Planeten (Pe două planete).                                                   |                              | |
| 1898 | - H. G. Wells a publicat Războiul lumilor.                                                                        |                              | |

## Anii 1900
| An   | Eveniment | Istorie literară                      | Eveniment(e) istoric(e) |
| ---- | --- | ------------------------------------- | --- |
| 1900 | - L. Frank Baum a publicat Vrăjitorul din Oz. |                                       | - Imperiul Britanic și burii neerlandofoni se înfruntă în Al Doilea Război al Burilor. - Are loc a 16-a Expoziție Universală la Paris. - Art Nouveau provoacă Jugendstil.                                    |
| 1901 | - H. G. Wells a publicat The First Men in the Moon. - M. P. Shiel a publicat The Purple Cloud. |                                       | |
| 1903 | |                                       | - Frații Wright zboară cu un aparat mai greu decât aerul în Kitty Hawk, North Carolina. - Bolșevicii, conduși de Vladimir Lenin, formează Menșevicii.                                                        |
| 1905 | - Rudyard Kipling a publicat povestirea "With the Night Mail". |                                       | - Albert Einstein postulează cuantificarea luminii, dovedește existența atomului și a publicat Teoria Specială a Relativității.                                                                              |
| 1907 | - Jack London a publicat Călcâiul de fier. | - William James a publicat Pragmatism | - Primul elicopter, proiectat de Paul Cornu, zboară timp de 20 de secunde. - Leo Baekeland inventează Bakelite, primul produs comercial din plastic. - Nava Lusitania este lansată la apă pentru prima oară. |
| 1909 | - E. M. Forster a publicat nuvela The Machine Stops. - Filippo Tommaso Marinetti întemeiază Momentul Futurist prin publicarea Manifestului Futurist. - James William Barlow a publicat cartea The Immortals' Great Quest. (Marea căutare a nemuritorilor. Traducere dintr-un manuscris nepublicat în biblioteca unei Universități continentale.) Londra Smith, Elder & Co. | - Ezra Pound a publicat Evolutions    | - Richard Strauss termină Elektra. - Apare o nouă mișcarea, Gidism. - Henry Ford produce Modelul T. |

## Anii 1910
| An   | Eveniment | Istorie literară                                                                                       | Eveniment(e) istoric(e) |
| ---- | --- | --- | --- |

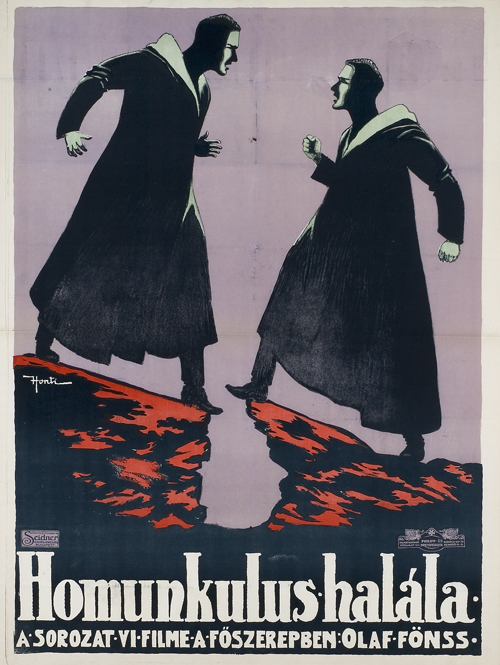
Afișul maghiar al filmului Homunculus (1917)

| 1910 | - Compania de film a lui Thomas Edison produce primul film pe baza romanului Frankenstein. | - Marie Curie a publicat Tratat privind radiografia. - Mark Twain moare. - Florence Nightingale moare. | - Manifestul Futurist is published. |
| 1911 | - Hugo Gernsback a publicat Ralph 124C 41+ în foileton în Modern Electrics. - F. W. Mader a publicat Wunderwelten în care un echipaj de tineri astronauți călătoresc spre Alfa Centauri la viteză superluminică. | | |
| 1912 | - J. D. Beresford a publicat The Hampdenshire Wonder. - Garrett P. Serviss a publicat The Second Deluge. - Edgar Rice Burroughs a publicat nuvela Under the Moons of Mars. - Arthur Conan Doyle a publicat O lume dispărută, care a dus la apariția și denumirea sub-genului științifico-fantastic al lumii dispărute .                          | | - John Jacob Astor, Jacques Futrelle și William Thomas Stead, printre primii autori de literatură științifico-fantastică, mor odată cu scufundarea Titanicului.                    |
| 1913 | - Bernhard Kellermann a publicat Der Tunnel (Tunelul) în care este construit un tunel transatlantic pentru a uni America de Nord și Europa. - Hugo Gernsback încetează publicarea Modern Electrics. Apoi fondează Electrical Experimenter. - Paul Scheerbart a publicat Lesabendio, ein Asteroidenroman (Lesabendio, un roman despre asteroizi). | | |
| 1914 | - George Allan England a publicat Darkness and Dawn. - H. G. Wells a publicat Lumea eliberată (The World Set Free). | | - Este asasinat Arhiducele Franz Ferdinand al Austriei la Sarajevo. |
| 1915 | - Charlotte Perkins Gilman a publicat Herland. - Jack London a publicat The Scarlet Plague. - Guy Thorne prezice tancurile blindate în romanul său The Cruiser on Wheels. | | - Lusitania este scufundată. - Albert Einstein a publicat teoria relativității generale. - Imperiul German dezvoltă arme cu gaze otrăvitoare. - Primul zbor al unui dirijabil.     |
| 1916 | - Gustav Meyrink a publicat Das grüne Gesicht (Fața verde) în Austria. - Filmul Homunculus descrie o ființă artificială lipsită de spirit motivațional. - Otto Witt lansează revista Hugin, considerat pe scară largă prima revistă adevărată de științifico-fantastic.                                                                          | | |
| 1917 | - Victor Rousseau Emanuel a publicat The Messiah of the Cylinder. - Filmul Himmelskibet este produs în timpul primului război mondial. | - T. S. Eliot a publicat Prufrock and Other Observations.                                              | - Tancurile își fac prima lor apariție în primul război mondial. - Statele Unite se angajează în primul război mondial. - Vladimir Lenin conduce Revoluția din Octombrie în Rusia. |
| 1918 | - Abraham Merritt a publicat nuvela The Moon Pool. - Alraune este ecranizat de două ori în 1918. Unul este creat în Ungaria de Michael Curtiz. - William Hope Hodgson este ucis în primul război mondial. | - Lytton Strachey a publicat Eminent Victorians.                                                       | - Femeile britanice obțin dreptul la vot. - Serviciul Poștal al Statelor Unite deschide un serviciu aerian între Washington, D.C. și New York.                                     |
| 1919 | - City of Endless Night de Milo Hastings apare în foileton]] în revista True Story. | | - Atomul este dezintegrat de om pentru prima dată de către Ernest Rutherford. |

## Anii 1920
| An   | Eveniment | Istorie literară                                                              | Eveniment(e) istoric(e) |
| ---- | --- | ----------------------------------------------------------------------------- | --- |

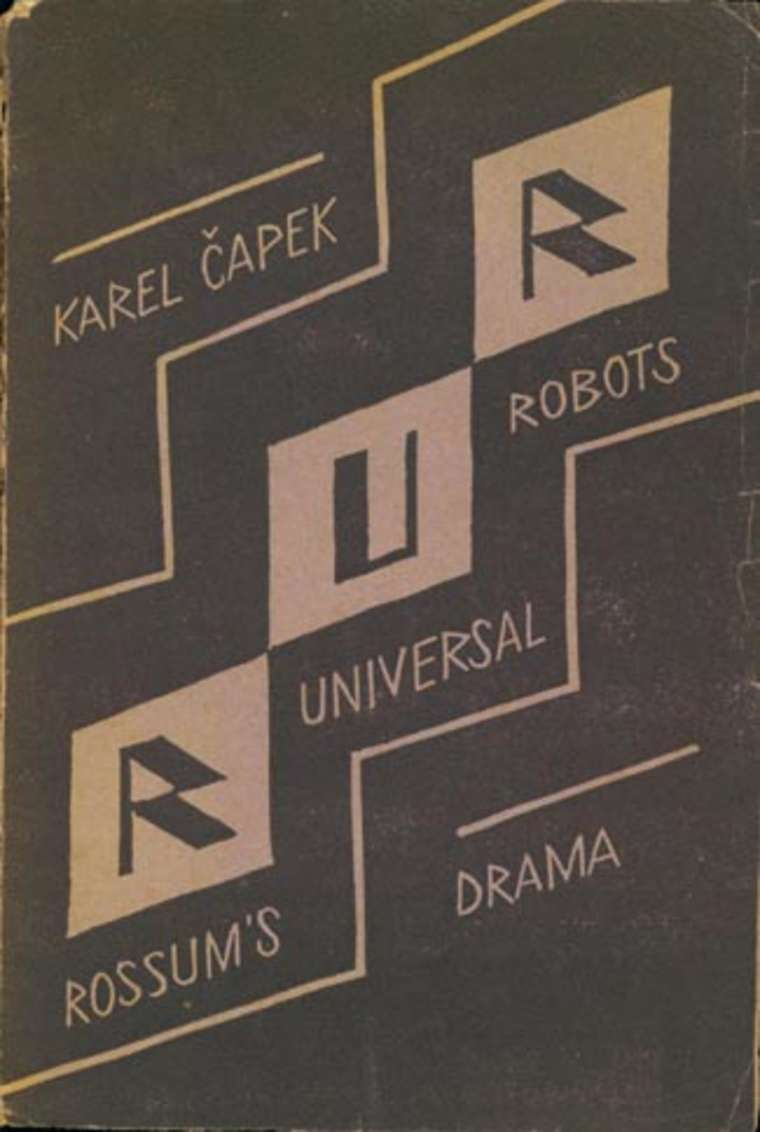
Coperta primei ediții a cărții cu piesa de teatru R.U.R. Rossumovi Univerzální Robot

| 1920 | - Karel Čapek a publicat R. U. R. (Rossum's Universal Robots). - W. E. B. Du Bois a publicat povestirea "The Comet". - David Lindsay a publicat A Voyage to Arcturus. - Filmul Der Golem este lansat. - Revistele Argosy și All-Story Weekly sunt unite și devin Argosy All-Story Weekly. |                                                                               | |
| 1921 | - Homer Eon Flint și Austin Hall a publicat "The Blind Spot" în Argosy All-Story Weekly. - J. D. Beresford a publicat Revolution. |                                                                               | |
| 1922 | - Alexei Tolstoi a publicat Aelita. | - T. S. Eliot a publicat The Waste Land. - Sinclair Lewis a publicat Babbitt. | - Mahatma Gandhi ajunge la închisoare. - Benito Mussolini ajunge la putere în Regatul Italiei. |
| 1923 | - E. V. Odle a publicat The Clockwork Man. - P. Anderson Graham a publicat The Collapse of Homo Sapiens. - Ronald Knox a publicat Memories of the Future. - H. G. Wells a publicat Men Like Gods. - Hugo Gernsback dedică un număr întreg al revistei Science and Invention științifico-fantasticului. Acest lucru a influențat direct publicarea Amazing Stories.                                                                                       |                                                                               | - Continuă politica de izolare a Statelor Unite ale Americii. - Inflația explodează în Germania (Republica de la Weimar). - Mustafa Kemal este ales Președinte al Turciei. |
| 1924 | - Yevgeny Zamyatin a publicat We. |                                                                               | |
| 1925 | - Hugo Gernsback a publicat Ralph 124C 41+ ca monografie. | - Apare The New Yorker.                                                       | - Înregistrările electrice (pe gramofon) devin o realitate. - Kodak dezvoltă pelicula de 16mm. - John Logie Baird dezvoltă tehnologia pentru a transmite imagini prin televiziune. - Adolf Hitler a publicat Mein Kampf. - Sergei Eisenstein releases the silent film Battleship Potemkin. - Se termină Războiul Civil Irlandez. |
| 1926 | - Hugo Gernsback lansează revista Amazing Stories. - Robert M. Coates a publicat The Eater of Darkness. - Guy Dent a publicat Emperor of the If. - Fritz Lang lansează clasicul său film, Metropolis. - Thea von Harbou serializează scenariul filmului mut Metropolis regizat de soțul său, Fritz Lang. - Edgar Rice Burroughs a publicat The Moon Maid. - Charlotte Haldane a publicat Man's World. - Reginald Glossup a publicat The Orphan of Space. | - A. A. Milne a publicat Winnie-the-Pooh.                                     | - Robert H. Goddard lansează cu succes o rachetă cu combustibil lichid în Statele Unite. - Lev Davidovici Troțki este scos din Politburo. - Rudolph Valentino moare. |
| 1927 | - John Taine a publicat Quayle's Invention și The Gold Tooth. |                                                                               | |
| 1928 | - E. E. Smith a publicat The Skylark of Space. - Victor Gollancz pune bazele editurii Victor Gollancz Ltd, care a publicat științifico-fantastic încă din primul an. |                                                                               | - Joseph Stalin ajunge la putere în URSS. - Walt Disney lansează prima animație cu Mickey Mouse. |
| 1929 | - Buck Rogers in Secolul 25 începe să fie publicat ca bandă desenată. - Hugo Gernsback inventează termenul Science Fiction - științifico-fantastic. - Kay Burdekin a publicat The Rebel Passion. - Jack Williamson a publicat The Girl from Mars. - S. Fowler Wright a publicat The World Below. - Fritz Lang lansează filmul realist Femeia în lună. | - William Faulkner a publicat Zgomotul și furia.                              | - Are loc Crahul de pe Wall Street. - Graf Zeppelin înconjoară globul pământesc. |

## Anii 1930
| An   | Eveniment | Istorie literară                                                                        | Eveniment(e) istoric(e) |
| ---- | --- | --------------------------------------------------------------------------------------- | --- |
| 1930 | - Olaf Stapledon a publicat Last and First Men. - F. E. Smith, primul Earl of Birkenhead a publicat The World in 2030. - John Taine a publicat The Iron Star. - Apare Astounding Science-Fiction. - Este lansat film Just Imagine este lansat; este primit prost și încetinește avansul științifico-fantasticului ca gen de film. Drept urmare, studiourile americane majore nu au mai susținut producerea unui alt film SF cu un buget mare până în 1951. - Science Wonder Stories și Air Wonder Stories se unesc și devin revista Wonder Stories. - Apare Astounding Stories of Super Science . |                                                                                         | - Partidul Nazist ajunge la putere în Germanyia. - Mein Kampf apare în engleză. - Mahatma Gandhi marșăluiește în India în semn de protest față de taxa pe sare.                                                                                       |
| 1931 | - James Whale lansează adaptarea sa clasică a lui Frankenstein. - Science and Invention nu mai este publicată. - Astounding Stories of Super Science este redenumită Astounding Stories. |                                                                                         | |
| 1932 | - Aldous Huxley a publicat Brave New World. - Dr. Jekyll and Mr. Hyde este adaptat într-un film. |                                                                                         | - Adolf Hitler pierde alegerile prezidențiale dar deține majoritatea în Reichstag. - Șomajul duce la revolte în Bristol, Anglia. - Franklin D. Roosevelt câștigă cu o majoritate covârșitoare alegerile prezidențiale din Statele Unite ale Americii. |
| 1933 | - John Collier a publicat romanul post-holocaust Tom's A-Cold (publicat ca Full Circle iîn Statele Unite). - James Whale regizează The Invisible Man după H. G. Wells. - Street and Smith cumpără Astounding Stories și reorientarea politicii editoriale duce la creșterea proeminenței articolelor din domeniul științifico-fantastic. |                                                                                         | - Adolf Hitler ajunge Cancelar al Germaniei. - Este fondat Hitlerjugend în Germania nazistă. - Germania și Imperiul Japonez se retrag de la Liga Națiunilor.                                                                                          |
| 1934 | - Murray Leinster a publicat povestirea "Sidewise in Time". - Stanley G. Weinbaum a publicat povestirea "A Martian Odyssey". - Seria Skylark a lui E. E. Smith se termină prin publicarea Skylark of Valeron. - E. E. Smith începe publicarea seriei Lensman cu "Triplanetary" care apare în foileton în Amazing magazine. - Jack Williamson începe publicarea seriei sale Legion of Space. |                                                                                         | |
| 1935 | - Olaf Stapledon a publicat Odd John. - Joseph O'Neill a publicat Land under England, roman în genul Lost World, care-i servește ca fundal al unei satiri politice ascuțite. - Romanul Le mains d'Orlac de Maurice Renard este ecranizat ca Mad Love. | - Are premiera operei Porgy and Bess (Ira Gershwin).                                    | - Nürnberger Gesetze: evreii erau obligați să poarte banderole, se interzicea căsătoriile și raporturile sexuale între evrei și neevrei. - The Dust Bowl strikes the middle of North America.                                                         |
| 1936 | - Things to Come, regizat de William Cameron Menzies, este lansat. - Paul Gurk a publicat Tuzub 37. - Karel Čapek a publicat Valka s mloky (War with the Newts). - Flash Gordon apare într-un film pentru prima dată. - Wonder Stories este vândută și este reformat ca Thrilling Wonder Stories ceea ce a dus la o întorsătură clară către imagini și povestiri de aventuri cu monștri. |                                                                                         | |
| 1937 | - Flash Gordon apare în prima versiune de carte a seriei Flash Gordon in the Caverns of Mongo. - John W. Campbell, Jr. devine editor al Astounding Stories; el a schimba prompt titlul în Astounding Science Fiction. | - George Orwell a publicat la 8 martie The Road to Wigan Pier.                          | - Începe Războiul Civil Spaniol. - Germania se aliază cu Italia lui Benito Mussolini. - Germania ocupă Rhineland. |
| 1938 | - John W. Campbell, Jr., scris sub pseudonimul "Don A. Stuart", scrie nuvela Who Goes There?. - C. S. Lewis a publicat Out of the Silent Planet. - Orson Welles realizează o piesă de teatru radiofonic după Războiul lumilor (War of the Worlds, de H.G. Wells), după ce este transmisă la radio provoacă panică pe scară largă. |                                                                                         | - Germania anexează Austria. - Germania ocupă Sudetenland. |
| 1939 | - Stanley G. Weinbaum a publicat The New Adam. - Apare Startling Stories. | - Seria Alice in Wonderland a lui Lewis Carroll este parodiată în Adolf in Blunderland. | - Hitler anexează restul Cehoslovaciei. - Hitler invadează Polonia. - Franța și Marea Britanie declară război Germaniei. |

## Anii 1940
| An   | Eveniment | Istorie literară                             | Eveniment(e) istoric(e) |
| ---- | --- | -------------------------------------------- | --- |
| 1940 | - Robert A. Heinlein a publicat povestirea "The Roads Must Roll". - Robert A. Heinlein a publicat povestirea "If This Goes On—". - A. E. van Vogt a publicat Slan în foileton, este publicat mai târziu a volum monografic în 1946. - Fred Allhoff a publicat Lightning in the Night, care servește ca un avertisment a ceea ce se va întâmpla dacă Adolf Hitler câștigă al doilea război mondial. |                                              | - Parisul este ocupat de armata germană (Wehrmacht). - Leo Troțki este asasinat în Mexic de agenți ruși. - Walt Disney crează filmul Fantasia. |
| 1941 | - Isaac Asimov a publicat povestirea "Nightfall" (Căderea nopții, ulterior rescrisă ca un roman). - L. Sprague de Camp a publicat Lest Darkness Fall. - Robert A. Heinlein a publicat povestirea "Universe". - Theodore Sturgeon a publicat povestirea "Microcosmic God". - Phil Stong a publicat prima antologie importantă de povestiri științifico-fantastice, The Other Worlds. - Publicarea lucrărilor științifico-fantastice este oprită în Anglia datorită lipsei de hârtie (din cauza războiului). - John W. Campbell, Jr. oprește publicarea revistei Unknown pentru a menține revista Astounding Science Fiction pe linia de plutire. |                                              | - Statele Unite intră în al doilea război mondial după atacul japonez de la Pearl Harbor. - Rusia intră în al doilea război mondial după ce Germania îi invadează teritoriile din vest. |
| 1942 | - Isaac Asimov începe publicarea unei povestiri, prima dintr-o serie de povestiri care vor forma primele 5 capitole ale romanului său, Fundația.. - Robert A. Heinlein scrie Beyond This Horizon apoi oprește scrisul în domeniul științifico-fantastic pentru a se concentra asupra lucrărilor legate de război. - L. Sprague de Camp și Fletcher Pratt a publicat Land of Unreason. - Vita Sackville-West a publicat Grand Canyon. - Austin Tappan Wright a publicat Islandia. - Peter Vansittart a publicat I am the World. |                                              | |
| 1943 | - Cartea pentru copii The Gremlins este scrisă de Roald Dahl pentru Walt Disney Productions. - Batman este lansat de Columbia Pictures ca un film serial cu 15 episoade. |                                              | - Armata germană bine înarmată înfrânge rezistența din Ghetoul Varșoviei. |
| 1944 | - C. L. Moore a publicat povestirea "No Woman Born". - Clifford Simak începe să publice City în foileton în Astounding Science Fiction. - Aldous Huxley a publicat Time Must Have a Stop. - Olaf Stapledon a publicat Sirius. - Philip Wylie a publicat Night Unto Night. |                                              | - Adolf Hitler lansează un atac cu V-2 asupra Londrei în septembrie 1944. |
| 1945 | - Murray Leinster a publicat nuvela Primul Contact. - A. E. van Vogt a publicat Lumea non-A în foileton în Astounding Science Fiction și sub formă de carte în 1948. - C. S. Lewis a publicat That Hideous Strength. | - George Orwell a publicat Ferma animalelor. | - Bombardamentele atomice de la Hiroshima și Nagasaki pun capăt celui de-al doilea război mondial și marchează astfel începutul Epocii Atomice. |
| 1946 | - Apare antologia The Best of Science Fiction, editată de Groff Conklin. - A. E. van Vogt a publicat Slan în formă de carte. - E. E. Smith a publicat The Skylark of Space sub formă de carte. - McComas și Healy a publicat o antologie de povestiri scurte influentă în geniul SF, Adventures in Time and Space. - Pat Frank a publicat romanul Mr. Adam despre un accident nuclear care duce la infertilitatea bărbaților din întreaga lume. - Apare revista New Worlds în Anglia. |                                              | - Este construit ENIAC, primul calculator electronic de uz general. Era un calculator numeric (digital), Turing-complet, capabil de a fi reprogramat pentru a rezolva o gamă largă de probleme calculatorii. ENIAC a fost proiectat și construit pentru a calcula tabele balistice pentru laboratorul de cercetări balistice al armatei americane. |
| 1947 | - Robert A. Heinlein a publicat Rocket Ship Galileo. - Gnome Press devine cea mai de succes mică editură dedicată lucrărilor științifico-fantastice. - J. O. Bailey a publicat Pilgrims in Space and Time, prima analiză academică a științifico-fantasticului. - Apare scurta revistă Fantasy Fiction. În ciuda scurtei sale vieți, a publicat lucrări ale unor scriitori importanți ca Isaac Asimov, A. E. van Vogt și Murray Leinster, precum și publicarea pentru prima dată a povestirilor lui Cordwainer Smith, "Scanners Live in Vain", care nu au putut fi publicate anterior în mai multe reviste SF.                                  |                                              | |
| 1948 | - Judith Merril a publicat povestirea "That Only a Mother". - Fondată în 1947, Shasta Publishers a publicat lucrări ale unor autori majori ai SF-ului până în 1948, inclusiv Robert A. Heinlein, L. Sprague de Camp și Alfred Bester. Shasta respinge primul volum al lui L. Ron Hubbard din seria Dianetics. - Astounding Science Fiction a publicat Dianetics după refuzul editurii Shasta Publishers. |                                              | |
| 1949 | - Everett Bleiler și T. E. Dikty editează și a publicat The Best Science Fiction Stories. - George Orwell a publicat O mie nouă sute optzeci și patru (Nineteen Eighty-Four). - H. Beam Piper a publicat povestirea "He Walked Around the Horses". - George R. Stewart a publicat Earth Abides. - Jack Vance a publicat povestirea "The King of Thieves". - Apare The Magazine of Fantasy and Science Fiction . |                                              | - Mao Zedong preia controlul Chinei. - Africa de Sud adoptă politica de apartheid. - Albert Einstein a publicat Teoria relativității generale. - Carol Reed regizează Al treilea om (The Third Man), un film noir britanic. |

## Anii 1950
| An   | Eveniment | Istorie literară                   | Eveniment(e) istoric(e) |
| ---- | --- | ---------------------------------- | --- |
| 1950 | - Isaac Asimov a publicat I, Robot. - Ray Bradbury a publicat Cronicile marțiene. - Judith Merril a publicat Shadow on the Hearth. - Apare Galaxy Science Fiction. - Destination Moon, regizat de Irving Pichel, este lansat. - Editura Doubleday începe să publice lucrări științifico-fantastice. - Apar cincisprezece reviste noi științifico-fantastice în 1950. |                                    | - George Bernard Shaw moare. - Războiul din Coreea începe la 25 iunie. - Thor Heyerdahl lansează la apă Kon-Tiki pentru a naviga în Oceanul Pacific. |
| 1951 | - Ray Bradbury a publicat Omul ilustrat (The Illustrated Man). - John Wyndham a publicat The Day of the Triffids. - Colecția de romane franțuzești științifico-fantastice, Le Rayon Fantastique, este lansată de Éditions Gallimard. |                                    | - Expoziția Festival of Britain prezintă arhitectura inovatoare britanică, descoperirile științifice, tehnologia și designul industrial. |
| 1952 | - Philip José Farmer a publicat povestirea "The Lovers". - Clifford D. Simak a publicat City. - Theodore Sturgeon a publicat povestirea "The World Well Lost". | - Editura Ballantine este fondată. | - Statele Unite detonează prima bombă cu hidrogen lângă Atolul Eniwetok din Pacificul de Sud. |
| 1953 | - Alfred Bester a publicat Omul demolat (The Demolished Man), care câștigă primul premiu Hugo pentru cel mai bun roman. - Ray Bradbury a publicat Fahrenheit 451. - Arthur C. Clarke a publicat Sfârșitul copilăriei (Childhood's End). - Hal Clement a publicat Mission of Gravity. - Ward Moore a publicat Bring the Jubilee. - Frederik Pohl și C. M. Kornbluth a publicat The Space Merchants. - Frederik Pohl editează antologia Star Science Fiction Stories. - Theodore Sturgeon a publicat E Pluribus Unicorn. - Theodore Sturgeon a publicat More Than Human. - Convenția SF mondială din 1953 (Worldcon) acordă pentru prima dată Premiul Hugo; denumit după Hugo Gernsback, fondatorul Amazing Stories. - Project Moonbase este lansat. Este considerat un dezastru și marchează ultima dată când Robert A. Heinlein a încercat să lucreze cu Hollywood pentru a produce un film. - Apare Galaxie în Franța. |                                    | |
| 1954 | - Poul Anderson a publicat Brain Wave. - Isaac Asimov a publicat The Caves of Steel. - Tom Godwin a publicat povestirea "The Cold Equations". - Donald Tuck a publicat Handbook of Science Fiction and Fantasy, care este încă folosit ca o resursă de referință pentru cercetătorii science fiction. - Seria de cărți Présence du futur este lansată de Éditions Denoël. - Apare filmul Them!. |                                    | - Orașul nord-vietnamez Dien Bien Phu este cucerit de Viet Minh în Bătălia de la Dien Bien Phu. - Senatorul american Joseph McCarthy începe perioada de acuzări și procese ale presupușilor comuniști care a devenit cunoscută ca McCarthism. - Robert Oppenheimer este etichetat ca un „risc pentru securitate“. |
| 1955 | - James Blish a publicat Earthman, Come Home. - Leigh Brackett a publicat The Long Tomorrow. - Arthur C. Clarke a publicat povestirea "The Star". - William Tenn a publicat colecția de povestiri Of All Possible Worlds. - Greg Benford și fratele său geamăn lansează un fanzin. - This Island Earth este lansat. - Apare revista germană Utopia în RFG. |                                    | |
| 1956 | - Alfred Bester a publicat Tiger! Tiger! care a fost publicat doi ani mai târziu în 1957 în Statele Unite sub titlul Destinația mea: Stelele. - Arthur C. Clarke a publicat Orașul și stelele (The City and the Stars). - Robert A. Heinlein a publicat Stea dublă (Double Star). - Judith Merril editează antologia SF: The Year's Greatest Science Fiction and Fantasy. - Apare filmul Invasion of the Body Snatchers, în regia lui Don Siegel. - Apare filmul Forbidden Planet, în regia lui Fred M. Wilcox; robotul din film este condus de Cele trei legi ale roboticii enunțate de Asimov. - Seria științifico-fantastică Luna este lansată în Germania; reproduce în primul rând titlurile existente. - Astounding Science Fiction a publicat Soarele gol (The Naked Sun) de Isaac Asimov în foileton. - Galaxy a publicat Destinația mea: Stelele (The Stars My Destination) de Alfred Bester în foileton. - Revista Fantasy and Science Fiction a publicat The Door into Summer de Robert A. Heinlein în foileton. |                                    | |
| 1957 | - Apare Terra, o serie nouă de publicații științifico-fantastice din Germania. - Galaxis apare în Germania. |                                    | - Cariera lui Anthony Eden se sfârșește ca urmare a Crizei Canalului Suez. - Uniunea Sovietică lansează Sputnik 1. - Câinele Laika orbitează Pământul în Sputnik 2. |
| 1958 | - Brian W. Aldiss a publicat Non-Stop în Anglia, lansat ulterior ca Starship in the Statele Unite. - James Blish a publicat A Case of Conscience. - Ivan Yefremov a publicat Andromeda. - C. M. Kornbluth moare. - Are premiera filmul Musca (The Fly). - Apare revista Satellite Science Fiction . |                                    | - Wernher von Braun helps the Statele Unite launch the Explorer program. |
| 1959 | - Philip K. Dick a publicat Time Out of Joint. - Robert A. Heinlein a publicat Starship Troopers. - Daniel Keyes a publicat povestirea Flori pentru Algernon; romanul omonim apare în 1966. - Kurt Vonnegut, Jr. a publicat The Sirens of Titan. - Apare filmul The Giant Behemoth. - Apare filmul On the Beach. |                                    | - Uniunea Sovietică lansează Luna 1 (Мечта). |

## Anii 1960
| An   | Eveniment | Istorie literară                               | Eveniment(e) istoric(e) |
| ---- | --- | ---------------------------------------------- | --- |
| 1960 | - Poul Anderson a publicat Cruciadă în cosmos (The High Crusade). - Philip José Farmer a publicat povestirea „Strange Relations” (cu sensul de „Relații ciudate”). - Walter M. Miller, Jr. a publicat Cantică pentru Leibowitz (A Canticle for Leibowitz). - Theodore Sturgeon a publicat Venus Plus X. - Kingsley Amis a publicat cartea New Maps of Hell, o complilație a lecturilor sale privind științifico-fantasticul pe care le-a ținut la Universitatea Princeton. - George Pal ecranizează Mașina timpului. - John W. Campbell începe să schimbe titlul revistei Astounding Science Fiction în Analog Science Fact and Fiction'.' | - Albert Camus moare. - Boris Pasternak moare. | - Primul satelit meteorologic este lansat. - Concorde începe să prindă contur, pe planșetă. |
| 1961 | - Gordon R. Dickson a publicat Naked to the Stars. - Harry Harrison a publicat The Stainless Steel Rat. - Robert A. Heinlein a publicat Străin în țară străină (Stranger in a Strange Land). - Zenna Henderson a publicat colecția de povestiri Pilgrimage: The Book of the People. - Stanisław Lem a publicat Solaris în Polonia. Va fi tradus în engleză în 1970. În limba română apare în 1967-68, serializat în CPSF nr. 312-316, traducere Adrian Rogoz și Teofil Roll - Cordwainer Smith a publicat povestirea "Alpha Ralpha Boulevard". - Frederik Pohl preia postul de editor al revistelor Galaxy și If. - Brian W. Aldiss a publicat Hothouse în The Magazine of Fantasy and Science Fiction.                                                   |                                                | - Iuri Gagarin devine primul om care înconjoară Pământul în spațiul cosmic. - Balerinul sovietic Rudolf Nuriev ajunge în Occident. - Este construit Zidul Berlinului, care separă Berlinul în două: est și vest.                                                                                       |
| 1962 | - J. G. Ballard a publicat The Drowned World. - Anthony Burgess a publicat A Clockwork Orange - Philip K. Dick a publicat The Man in the High Castle. - Naomi Mitchison a publicat Memoirs of a Spacewoman. - Eric Frank Russell a publicat The Great Explosion. - Candidatul manciurian (The Manchurian Candidate) este lansat pe marele ecran. |                                                | - Telstar transmite primele imagini transatlantice în direct. |
| 1963 | - Pierre Boulle a publicat La planète des singes, care este tradusă în română ca Planeta maimuțelor și în engleză ca Planet of the Apes. - Doctor Who începe să fie transmis în Anglia la BBC. - Jurnalul literar Quarber Merkur este lansat în Austria. - Apare antologia lui Ion Hobana, Oameni și stele, la Editura Tineretului |                                                | - Președintele John F. Kennedy este asasinat. - Politicianul britanic John Profumo este implicat într-un scandal. sexual - Uniunea Sovietică trimite prima femeie pe orbită (Valentina Tereșkova). |
| 1964 | - Philip K. Dick a publicat Martian Time-Slip. - Robert A. Heinlein a publicat Farnham's Freehold. - James Blish a publicat The Issue at Hand sub pseudonimul William Atheling. - Michael Moorcock devine editor al revistei New Worlds din Regatul Unit. |                                                | - Martin Luther King, Jr. primește Premiul Nobel pentru Pace. - Nelson Mandela este închis în Africa de Sud. - Uniunea Sovietică lansează Zond 2 spre Lună. - Statele Unite lansează Mariner 4 spre planeta Marte.                                                                                     |
| 1965 | - Philip K. Dick a publicat Dr. Bloodmoney. - Harry Harrison a publicat The Streets of Ashkelon. - Frank Herbert a publicat Dune care câștigă Premiul Nebula pentru cel mai bun roman. - Jack Vance a publicat Space Opera. - Antologia World's Best Science Fiction: 1965, editată de Donald A. Wollheim și Terry Carr, este publicată. - Cele Goldsmith Lalli nu mai este editor al revistelor Amazing Stories și Fantastic Fiction după ce cele două reviste sunt vândute de Ziff Davis lui Sol Cohen. |                                                | - Marșul de la Selma la Montgomery din Alabama a fost organizat de către activiști nonviolenți pentru a demonstra dorința cetățenilor afro-americani de a-și exercita dreptul constituțional de a vota, în contradicție cu represiunea segregării. - Statele Unite se implică în Războiul din Vietnam. |
| 1966 | - Samuel R. Delany a publicat Babel-17. - Harry Harrison a publicat Make Room! Make Room!. - Robert A. Heinlein a publicat Luna e o doamnă crudă (The Moon Is a Harsh Mistress). - Damon Knight editează Orbit 1, prima dintr-o serie de antologii. - Keith Roberts a publicat The Signaller. - Raumpatrouille – Die phantastischen Abenteuer des Raumschiffes Orion (Patrula spațială - Aventurile fantastice ale navei spațiale Orion) începe să fie difuzat în Germania. Acesta este primul și cel mai faimos serial TV german science fiction. - Star Trek: Seria originală începe să fie difuzat în Statele Unite. - Este acordat pentru prima dată Premiul Nebula. - Apare antologia lui Vladimir Colin, Viitorul al doilea, la Editura Tineretului |                                                | - Începe Revoluția Culturală î China. - Probele spațiale Luna 9 (URSS) și Surveyor 1 (SUA) aselenizează cu succes. |
| 1967 | - Samuel R. Delany a publicat The Einstein Intersection. - Harlan Ellison edits the anthology Dangerous Visions. - Roger Zelazny a publicat Lord of Light. - Anne McCaffrey a publicat Dragonflight. - Serialul The Prisoner (Prizonierul) începe să fie transmis în Regatul Unit. - Horizons du Fantastique este lansat în Franța. - Apare antologia Pe lungimea de undă a Cosmosului, la Editura Tineretului, Colecția SF |                                                | - Israel începe un război cu statele arabe vecine în Războiul de șase zile. - Proiectul Concorde este dezvăluit lumii. |
| 1968 | - John Brunner a publicat Stand on Zanzibar. - Philip K. Dick a publicat Do Androids Dream of Electric Sheep?. - Thomas M. Disch a publicat Camp Concentration. - Judith Merril editează antologia England Swings SF. - Alexei Panshin a publicat Rite of Passage. - Keith Roberts a publicat Pavane. - Robert Silverberg a publicat Hawksbill Station. - Apare 2001: O odisee spațială, în regia lui Stanley Kubrick. - The Molecular Café, o antologie științifico-fantastică rusă, este publicată în Occident. - Nueva Dimension este fondată în Spania franchistă. |                                                | - Martin Luther King, Jr. este asasinat. - Uniunea Sovietică trimite forțe militare ale Pactului de la Varșovia să zdrobească Primăvara de la Praga din Cehoslovacia. - Parisul este paralizat în luna mai de protestele studenților.                                                                  |
| 1969 | - Michael Crichton a publicat The Andromeda Strain. - Ursula K. Le Guin a publicat The Left Hand of Darkness. - Visions of Tomorrow, un scurt jurnal științifico-fantastic, apare. A apărut doar pentru un an, dar este primul periodic în limba engleză care a publicat o scurtă povestire a lui Stanislaw Lem. - Apare antologia editată de Ion Hobana, Vârsta de aur a anticipației românești, la Editura Tineretului, Colecția SF |                                                | - Apollo 11 aselenizează. - Are loc Woodstock Music & Art Fair. - Charles Manson și adepții săi încep o serie de crime în sudul Californiei. - Odată cu Proiectul ARPANET sunt puse bazele tehnice ale internetului.                                                                                   |

## Anii 1970
| An   | Eveniment | Istorie literară                                                    | Eveniment(e) istoric(e) |
| ---- | --- | ------------------------------------------------------------------- | --- |
| 1970 | - Larry Niven a publicat Lumea Inelară (Ringworld). - Marge Piercy a publicat Dance the Eagle to Sleep. - George Lucas lansează filmul THX 1138. | - Editorul Allen Lane, co-fondatorul Penguin Books, moare.          | |
| 1971 | - Terry Carr editează Universe 1. - Robert Silverberg a publicat The World Inside. - Donald A. Wollheim, editor al Ace Books, pleacă pentru a fonda DAW Books. El folosește ocazia de a include subiecte care au fost interzise la Ace, inclusiv despre sex. - C. J. Cherryh începe publicarea cărțile ei la editura DAW books. | - Stanley Kubrick lansează Portocala mecanică (A Clockwork Orange). | - Regatul Unit adoptă sistemul zecimal. - Navă spațială Soiuz ajunge pe stația spațială Salyut pentru prima dată. Cosmonauții nu supraviețuiesc reintrării (în atmosferă). |
| 1972 | - Isaac Asimov a publicat Zeii înșiși (The Gods Themselves). - Harlan Ellison editează Again, Dangerous Visions. - Barry Malzberg a publicat Beyond Apollo. - Joanna Russ a publicat When It Changed. - Arkadi și Boris Strugațki a publicat Picnic la marginea drumului. - Gene Wolfe a publicat The Fifth Head of Cerberus. - The Science Fiction Foundation începe publicarea jurnalului Foundation. - Romanul lui Stanisław Lem, Solaris este adaptat în URSS într-un prim film. - Ben Bova devine oficial editor al revistei Analog Science Fiction and Fact după ce a preluat conducerea revistei după decesul lui John W. Campbell. |                                                                     | |
| 1973 | - Arthur C. Clarke a publicat Rendezvous with Rama. - Thomas Pynchon a publicat Gravity's Rainbow. - Mack Reynolds a publicat Looking Backward from the Year 2000. - James Tiptree, Jr. a publicat colecția de povestiri Ten Thousand Light-Years from Home. - Ian Watson a publicat The Embedding. - Apare jurnalul Science Fiction Studies. - Premiul John W. Campbell Memoria este fondat de Harry Harrison și Brian Aldiss. - Brian Aldiss a publicat Billion Year Spree. - Serialul britanic Moonbase 3 este lansat. A avut 6 episoade.                                                                                               |                                                                     | - Se termină Războiul din Vietnam. - Primul echipaj al stației Skylab. - Tensiunile politice din Orientul Mijlociu fac ca prețurile petrolului să crească cu 70%.          |
| 1974 | - Suzy McKee Charnas a publicat Walk to the End of the World. - Joe Haldeman a publicat The Forever War. - Ursula K. Le Guin a publicat The Dispossessed. - SF Magazine începe publicarea în Japonia; în primul rând, traduce lucrările apărute în revista Fantasy and Science Fiction. |                                                                     | - Richard Nixon demisionează din funcția de președinte al Statelor Unite.                                                                                                  |
| 1975 | - Samuel R. Delany a publicat Dhalgren. - Joanna Russ a publicat The Female Man. - Pamela Sargent editează Women of Wonder. - Robert Shea și Robert Anton Wilson a publicat Illuminatus!. - Gérard Klein editează prima Anthologies de la Science-Fiction în Franța. - Apare revista Univers în Franța. - Apare antologia Oameni și stele: din cele mai frumoase povestiri științifico-fantastice românești (editor Victor Zednic, Editura Albatros, Fantastic Club) |                                                                     | - Conectarea navelor Soiuz și Apollo pe orbita Pământului. |
| 1976 | - Samuel R. Delany a publicat Triton. - Marge Piercy a publicat Woman on the Edge of Time. - James Tiptree, Jr. (Alice Bradley Sheldon) a publicat nuvela Houston, Houston, Do You Read?. - Revista Odyssey Science Fiction apare și se închide după două numere. - Revista Galileo Magazine apare și se închide după un singur număr. - Apare antologia editată de Ion Hobana, O falie în timp: pagini de anticipație românească, la Editura Eminescu |                                                                     | - Mao Zedong moare în China. |
| 1977 | - Mack Reynolds a publicat After Utopia. - Întâlnire de gradul trei - Close Encounters of the Third Kind, regizat de Steven Spielberg, este lansat. - Star Wars, regizat de George Lucas, este lansat. Filmul este cunoscut în prezent ca Războiul stelelor - Episodul IV: O nouă speranță. - Collectif este publicat în Franța. - Apare revista Asimov's Science Fiction. |                                                                     | - Primii refugiați care au fugit din Vietnam în bărci sau cu nave după încheierea războiului din Vietnam.                                                                  |
| 1978 | - George H. White a publicat La saga de los Aznar în Spania. - The Hitchhiker's Guide to the Galaxy de Douglas Adams este transmis la BBC Radio. - Bob Guccione fondează revista Omni. |                                                                     | |
| 1979 | - Douglas Adams a publicat The Hitchhiker's Guide to the Galaxy. - Octavia Butler a publicat Kindred. - John Crowley a publicat Engine Summer. - Frederik Pohl a publicat Gateway. - Kurt Vonnegut, Jr. a publicat Slaughterhouse-Five. - Alien, directed by Ridley Scott, este lansat. - Darko Suvin a publicat traducerea sa a Pour une poetique de la science-fiction ca Metamorphoses of Science Fiction. Va primi mai târziu Pilgrim Award. - Apare prima ediție publicată a The Encyclopedia of Science Fiction. - Star Trek: Filmul - Star Trek: The Motion Picture, regizat de Robert Wise, este lansat.                           |                                                                     | - Three Mile Island, o centrală nucleară, are scăpări de gaze radioactive în mediul rural înconjurător. - Margaret Thatcher ajunge Prim Ministru al Regatului Unit.        |

## Anii 1980
| An   | Eveniment | Istorie literară | Eveniment(e) istoric(e) |
| ---- | --- | ---------------- | --- |
| 1980 | - Gregory Benford a publicat Timescape (Timperfect). - Gene Wolfe a publicat Umbra Torționarului (The Shadow of the Torturer), primul volum din seria The Book of the New Sun. - Este fondată Tor Books de către Tom Doherty după plecarea sa Ace Books. - George Lucas lansează filmul său The Empire Strikes Back, cunoscut astăzi ca Războiul stelelor - Episodul V: Imperiul contraatacă . - SF et Quotidien apare în Franța . |                  | - Ronald Reagan devine Președintele Statelor Unite. - Este fondată Solidaritatea (Solidarność) în Republica Populară Polonă.                                                |
| 1981 | - C. J. Cherryh a publicat Downbelow Station (Stația orbitală a lumii de jos). - William Gibson a publicat povestirea "The Gernsback Continuum". - Vernor Vinge a publicat povestirea "True Names". - Serge Brussolo a publicat Sommeil de sang (Somnul sângelui) în Franța. - Ghidul autostopistului galactic este adaptat într-un film. - Apare revista Interzone în Regatul Unit. |                  | - Este lansată Naveta spațială Columbia (Programul Space Shuttle). |
| 1982 | - Brian Aldiss a publicat Helliconia Spring (Helliconia - primăvara)). - Blade Runner, regizat de Ridley Scott, este lansat. - Steven Spielberg lansează filmul E.T. Extraterestrul. - John Carpenter lansează o versiune refăcută a filmului Creatura (The Thing). |                  | - Regatul Unit și Argentina sunt implicate în Războiul Malvinelor. - Israel începe războiul cu Liban.                                                                       |
| 1983 | - David Brin a publicat Maree stelară (Startide Rising). - Bluejay Books devine o editură a St. Martin's Press. - Return of the Jedi este lansat. În prezent este cunoscut ca Războiul stelelor - Episodul VI: Întoarcerea lui Jedi. - Are premiera miniserialul TV V (sau V: The Original Miniseries. - Apare în foileton în revista Analog romanul lui Greg Bear, Blood Music. - Apare antologia Alfa: O antologie a literaturii de anticipație românești la Editura Scrisul Românesc, Craiova |                  | - Ronald Reagan lansează Inițiativa Strategică de Apărare. |
| 1984 | - Octavia Butler a publicat povestirea "Bloodchild". - Samuel R. Delany a publicat Stars in My Pocket Like Grains of Sand. - Gardner Dozois editează The Year's Best Science Fiction: First Annual Collection. - Suzette Haden Elgin a publicat Native Tongue. - William Gibson a publicat Neuromancer. - Gwyneth Jones a publicat [:en:[Gwyneth Jones (romanist)#Novels\|Divine Endurance]]. - Kim Stanley Robinson a publicat povestirea "The Lucky Strike", republicată anterior în colecția de povestiri The Planet on the Table în 1986 și în romanul The Wild Shore. - Romanul lui Frank Herbert, Dune, este ecranizat de David Lynch. - Apare antologia O planetă numită anticipație la Editura Junimea - Terminatorul, regizat de James Cameron este lansat în cinematografe și devine un blockbuster cu un succes uriaș. |                  | - Este definit HIV - prescurtarea în limba engleză a Human Immunodeficiency Virus (Virusul Imunodeficienței Umane).                                                         |
| 1985 | - Margaret Atwood a publicat Povestirea cameristei (The Handmaid's Tale), care câstigă primul Premiu Arthur C. Clarke pentru cel mai bun roman în 1987. - Greg Bear a publicat Blood Music și Eon. - Orson Scott Card a publicat Ender's Game. - Lewis Shiner și Bruce Sterling a publicat povestirea "Mozart in Mirrorshades". - Bruce Sterling a publicat Schismatrix. - Kurt Vonnegut a publicat Galápagos. - Apar antologiile Avertisment pentru liniștea planetei la Editura Albatros și Nici un zeu în cosmos la Editura Politică - Iain Banks a publicat Walking on Glass. - Filmul Înapoi în viitor este lansat în cinematografe. |                  | - Mihail Gorbaciov devine conducătorul Uniunii Sovietice. - Rainbow Warrior, o navă Greenpeace, este scufundată de agenți secreți francezi.                                 |
| 1986 | - Lois McMaster Bujold a publicat Ethan of Athos. - Orson Scott Card a publicat Vorbitor în numele morților (Speaker for the Dead). - Ken Grimwood a publicat Replay. - Pamela Sargent a publicat The Shore of Women. - Joan Slonczewski a publicat A Door into Ocean. - Este acordat pentru prima dată Premiul Arthur C. Clarke; The Handmaid's Tale de Margaret Atwood primește premiul. - Filmul Aliens - Misiune de pedeapsă este lansat. - Charles C. Ryan fondează și editează Aboriginal SF. - Frank Miller a publicat romanul grafic Batman: The Dark Knight Returns. - Apare antologia Povestiri ciberrobotice la Editura Științifică și Enciclopedică |                  | - Naveta spațială Challenger explodează la decolare, omorând toți astronauții de la bord. - Centrala nucleară de la Cernobîl suferă un accident major în Uniunea Sovietică. |
| 1987 | - Iain M. Banks a publicat Consider Phlebas. - Octavia Butler a publicat Dawn: Xenogenesis I. - Pat Cadigan a publicat Mindplayers. - Judith Moffett a publicat Pennterra. - Lucius Shepard a publicat Life During Wartime. - Michael Swanwick a publicat Vacuum Flowers. - Li se permite scriitorilor Arkadi și Boris Strugațki să părăsească Rusia sovietică pentru a participa la primul lor WorldCon din Regatul Unit. - Are premiera TV Star Trek: Generația următoare în Statele Unite. - Alan Moore a publicat Watchmen pe piața americană de benzi desenate. |                  | - Șaptezeci de țări semnează Protocolul de la Montreal, prin care își iau angajamentul că vor reduce emisiile de clorofluorocarburi.                                        |
| 1988 | - John Barnes a publicat Sin of Origin. - Sheri S. Tepper a publicat The Gate to Women's Country. - Robert A. Heinlein moare. - Serialul Piticul roșu (Red Dwarf) are premiera TV în Regatul Unit. |                  | - Ronald Reagan călătorește în Uniunea Sovietică pentru a semna un acord de reducere a arsenalelor nucleare ale Statelor Unite și ale URSS.                                 |
| 1989 | - Orson Scott Card a publicat The Folk of the Fringe. - Geoff Ryman a publicat The Child Garden. - Dan Simmons a publicat Hyperion. - Bruce Sterling a publicat povestirea "Dori Bangs". - Sheri S. Tepper a publicat Grass. - Locus Magazine documentează o creștere cu 50% pe an a numărului de cărți științifico-fantastice publicate. - Este anulat serialul TV BBC Doctor Who. |                  | - Zidul Berlinului este doborât. |

## Anii 1990
| An   | Eveniment | Istorie literară | Eveniment(e) istoric(e) |
| ---- | --- | ---------------- | --- |
| 1990 | - Colin Greenland a publicat Take Back Plenty. - Kim Stanley Robinson a publicat Pacific Edge. - Sheri S. Tepper a publicat Raising the Stones. - Brian Stableford a publicat prima carte din seria Werewolves of London. - Filmul Total Recall este lansat cinematografic. - Apare revista Eidolon în Australia. - Apar antologiile Cronici metagalactice și Cronici microelectronice la Editura Tehnică, Anatomia unei secunde la Editura Facla și La orizont, această constelație... la Editura Albatros. |                  | - Nelson Mandela este eliberat din închisoare după 27 de ani de captivitate. - Boris Elțin ajunge Președinte al Rusiei. - Irakul invadează Kuweitul. - Estul și Vestul Germaniei este reunificat. - Galeriile britanică și franceză ale Tunelului Canalului Mânecii s-au întâlnit prima dată pe 30 octombrie printr-o mică gaură în galeria de serviciu. - Primul site World Wide Web devine online. |
| 1991 | - Stephen Baxter a publicat Raft. - Emma Bull a publicat Bone Dance. - Pat Cadigan a publicat povestirea "Dispatches from the Revolution". - Michael Crichton a publicat Jurassic Park. - Gwyneth Jones a publicat White Queen. - Brian Stableford a publicat Sexual Chemistry: Sardonic Tales of the Genetic Revolution. - James Cameron lansează Terminator 2: Judgment Day. - A murit scriitorul român Vladimir Colin (n. 1921)                                                                           |                  | - Războiul din Golf începe prin declanșarea Operațiunii "Furtună în deșert" (Operation Desert Storm). |
| 1992 | - Greg Egan a publicat Quarantine. - Nancy Kress a publicat povestirea "Beggars in Spain". - Maureen McHugh a publicat China Mountain Zhang. - Kim Stanley Robinson a publicat Red Mars. - Neal Stephenson a publicat Snow Crash. - Vernor Vinge a publicat A Fire Upon the Deep. - Connie Willis a publicat Doomsday Book. - George Anania și Romulus Bărbulescu au publicat Cât de mic poate fi infernul? - A murit scriitorul Isaac Asimov.                                                               |                  | - Iugoslavia se dizolvă în mai multe state mai mici. - Încep reforme politice în Africa de Sud. - Izbucnesc revolte în Los Angeles după ce apare un film care prezintă cum a fost bătut Rodney King de polițiști la arestarea sa. |
| 1993 | - Eleanor Arnason a publicat Ring of Swords. - Nicola Griffith a publicat Ammonite. - Peter F. Hamilton a publicat Mindstar Rising. - Nancy Kress a publicat Beggars in Spain. - Paul J. McAuley a publicat Red Dust. - Paul Park a publicat Coelestis. - Premiera serialului TV Star Trek: Deep Space Nine în Statele Unite. |                  | |
| 1994 | - Kathleen Ann Goonan a publicat Queen City Jazz. - Elizabeth Hand a publicat Waking the Moon. - Mike Resnick a publicat A Miracle of Rare Design. - Melissa Scott a publicat Trouble and Her Friends. - Mihail Grămescu a publicat Săritorii în gol la Editura Nemira. - Stargate este lansat în cinematografe. |                  | - Au loc alegeri multirasiale pentru prima dată în Africa de Sud. - Începe un război civil în Rwanda, în care au fost masacrați între 800.000 - 1 milion de etnici Tutsi și etnici Hutu moderaț. |
| 1995 | - Greg Egan a publicat Permutation City. - Ken MacLeod a publicat The Star Fraction. - Melissa Scott a publicat Shadow Man. - Neal Stephenson a publicat The Diamond Age. - Premiera serialului TV Star Trek: Voyager în Statele Unite. - Premiera filmului Johnny Mnemonic bazat pe povestirea omonimă de William Gibson. |                  | |
| 1996 | - Orson Scott Card a publicat Pastwatch: The Redemption of Christopher Columbus. - Kathleen Ann Goonan a publicat The Bones of Time. - Mary Doria Russell a publicat The Sparrow. |                  | |
| 1997 | - Wil McCarthy a publicat Bloom. - Paul J. McAuley a publicat Child of the River. |                  | |
| 1998 | - Graham Joyce și Peter F. Hamilton au publicat povestirea "Eat Reecebread". - Keith Hartman a publicat povestirea "Sex, Guns, and Baptists". - Nalo Hopkinson a publicat Brown Girl in the Ring. - Ian R. MacLeod a publicat povestirea "The Summer Isles". - Brian Stableford a publicat Inherit the Earth. - Bruce Sterling a publicat Distraction. - Howard Waldrop a publicat "US". |                  | |
| 1999 | - Greg Bear a publicat Darwin's Radio. - Neal Stephenson a publicat Cryptonomicon. - Vernor Vinge a publicat A Deepness in the Sky. - Filmul Matrix este lansat. |                  | |

## Anii 2000
| An   | Eveniment | Istorie literară | Eveniment(e) istoric(e)                                   |
| ---- | --- | ---------------- | --------------------------------------------------------- |
| 2000 | - Nalo Hopkinson a publicat Midnight Robber, un roman bildungsroman care are loc într-un viitor îndepărtat pe planeta Toussaint. - Ursula K. Le Guin a publicat The Telling. - Ken MacLeod a publicat Cosmonaut Keep. |                  |                                                           |
| 2001 | - Terry Bisson a publicat povestirea "The Old Rugged Cross". - Ted Chiang a publicat povestirea "Hell is the Absence of God". - John Clute a publicat Appleseed. - Mary Gentle a publicat Ash: A Secret History. - Maureen McHugh a publicat Nekropolis. - China Miéville a publicat Perdido Street Station. - Joan Slonczewski a publicat Brain Plague. - A murit scriitorull Douglas Adams |                  | - 11 septembrie - Statele Unite sunt atacate de Al Qaeda. |
| 2002 | - Greg Egan a publicat Schild's Ladder. - Jon Courtenay Grimwood a publicat Effendi. - Kim Stanley Robinson a publicat The Years of Rice and Salt. |                  |                                                           |
| 2003 | |                  |                                                           |
| 2004 | |                  |                                                           |
| 2005 | |                  |                                                           |
| 2006 | |                  |                                                           |
| 2007 | - Oxford University Press a publicat ceea ce se spune a fi "primul dicționar istoric dedicat domeniului științifico-fantastic": Brave New Words. |                  |                                                           |
| 2008 | - A murit scriitorul britanic Arthur C. Clarke - Filmul Iron Man este lansat în regia lui Jon Favreau. |                  |                                                           |
| 2009 | - Filmul lui JJ Abrams, Star Trek este lansat. |                  |                                                           |

## Anii 2010
| An   | Eveniment | Istorie literară | Eveniment(e) istoric(e) |
| ---- | --- | ---------------- | ----------------------- |
| 2010 | - A murit scriitorul român Romulus Bărbulescu (n. 1925)                                                                                    |                  |                         |
| 2011 | |                  |                         |
| 2012 | |                  |                         |
| 2013 | - Serialul Orphan Black este produs de Temple Street Productions, BBC America și Space. - A murit scriitorul român George Anania (n. 1941) |                  |                         |
| 2014 | |                  |                         |
| 2015 | - Filmul Star Wars: The Force Awakens - Războiul stelelor - Episodul VII: Trezirea Forței este lansat.                                     |                  |                         |
| 2016 | - Serialul Stranger Things este lansat pe Netflix.                                                                                         |                  |                         |
| 2017 | - Serialul Star Trek: Discovery este lansat pe CBS All Access și Netflix.                                                                  |                  |                         |
| 2018 | |                  |                         |
| 2019 | |                  |                         |

## Anii 2020
| An   | Eveniment | Istorie literară | Eveniment(e) istoric(e) |
| ---- | --------- | ---------------- | ----------------------- |
| 2020 |           |                  |                         |
| 2021 |           |                  |                         |